# Viktor Bolșov
Viktor Bolșov (în rusă Виктор Большов; n. 23 mai 1939, Izberbaș⁠(d), RSFS Rusă, URSS) este un fost atlet sovietic, specializat pe sărituri în înălțime. A concurat la Jocurile Olimpice din 1960, clasându-se pe locul patru, în spatele conaționalilor săi Robert Șavlakadze și Valeri Brumel și a americanului John Thomas. La acea competiție, toți cei patru au depășit precedentul record olimpic, iar Șavlakadze și Brumel l-au depășit cel mai mult (cu câte 4 cm). Bolșov a avut același rezultat ca al lui Thomas și, în baza regulilor actuale, ar fi trebuit să împartă medalia cu sportivul american. În acea perioadă, însă, atleții erau penalizați pentru un număr mare de încercări, iar Bolșov a avut șapte încercări, pe când Thomas cinci.
În 1961, Bolșov a atins rezultatul de 2,16 m la Groznîi, clasându-se pe locul trei în lume, în spatele lui Șavlakadze și Brumel.
Bolșov și-a continuat parcursul olimpic în 1968, dar nu s-a calificat în finală. În 1974, la 35 de ani, el și-a egalat performanța de 2,16 m la Campionatul Sovietic de la Moscova, stabilind un nou record mondial pentru categoria Masters M35. A păstrat acest record timp de 17 ani.
Bolșov este căsătorit cu Valentina Maslovskaia, alergătoare sovietică care la fel a concurat la Jocurile Olimpice din 1960. Fiica lor Olga Bolșova a urmat cariera tatălui, devenind o săritoare olimpică în înălțime. Familia s-a mutat la Chișinău la scurt timp după nuntă.
Potrivit soției lui Valeri Brumel, interpretul rus Vladimir Vîsoțki i-a dedicat inițial lui Bolșov „Cântec despre săritorul în înălțime” (în rusă Песенка про прыгуна в высоту). Când a audiat cântecul, Brumel a conchis că este vorba despre el, lucru care nu l-a deranjat pe Vîsoțki.

## Palmares
| An   | Competiție                | Locație                 | Loc | Note   |
| ---- | ------------------------- | ----------------------- | --- | ------ |
| 1960 | Jocurile Olimpice         | Roma, Italia            | 4   | 2,14 m |
| 1962 | Campionatul European      | Belgrad, Iugoslavia     | 4   | 2,06 m |
| 1967 | Jocurile Europene în sală | Praga, Cehoslovacia     | 7   | 2,08 m |
| 1968 | Jocurile Olimpice         | Ciudad de México, Mexic | 16  | 2,09 m |

## Legături externe
- en Viktor Bolșov la World Athletics
- en Viktor Bolșov la Olympedia.org